# تكتيكات التمرد العراقي
تنوعت تكتيكات التمرد العراقي بشكل واسع. فقد استهدف المتمردون القوات الأمريكية وقوات الحكومة العراقية بوسائل متعددة مثل العبوات الناسفة، والكمائن، والقناصة، وقصف الهاونات والصواريخ، إضافة إلى السيارات المفخخة، والخطف واحتجاز الرهائن، والاغتيالات.
في أغلب الهجمات، يعمل المقاتلون العراقيون في فرق صغيرة تتألف من خمسة إلى عشرة رجال للحفاظ على خفة الحركة وتجنب الاكتشاف. ورغم ذلك، شهدت بعض المناسبات هجمات أكبر بمشاركة نحو 150 مقاتلًا منذ أبريل 2004 (مع تسجيل حوادث مشابهة سابقًا، مثل معركة قرب بلدة راوة الحدودية مع سوريا في 13 يونيو 2003، وكمين كبير لقافلة أمريكية في سامراء بتاريخ 30 نوفمبر 2003).
جميع هذه أساليب الهجوم صُممت لتمكين الفرق المتمردة من الضرب بسرعة والانسحاب قبل اكتشافها.

## العبوات الناسفة
اعتمد كثير من هجمات المتمردين العراقيين على العبوات الناسفة. ففي الفوضى التي أعقبت الحرب، جرى نهب واسع للبُنى التحتية بما فيها مستودعات الذخيرة. وبحسب البنتاغون، نُهب نحو 250 ألف طن من أصل 650 ألف طن من العتاد، ما وفر مصدرًا شبه لا ينضب من الذخيرة للمتمردين.
استخدمت أساليب تفجير متنوعة، منها الأسلاك المشدودة، والمفجرات الميكانيكية، والهواتف المحمولة، وأجهزة فتح المرائب، والكابلات، وأجهزة التحكم بالراديو (RC)، وأشعة الليزر تحت الحمراء. وغالبًا ما استُخدمت قذائف مدفعية عيار 155 ملم مجهزة بصواعق وشظايا مرتجلة (كالخرسانة والكرات الفولاذية)، لكن تعزيز القوات التحالف لمدرعاتها، تطورت هذه الأجهزة وأصبحت أكبر، إذ أظهرت مقاطع دعائية للمتمردين استخدام قنابل جوية زنة 500 رطل كعبوات ناسفة، إضافة إلى إدخال رؤوس حربية مخترقة للدروع.
عادةً ما تُخفى هذه العبوات خلف الحواجز الجانبية للطرق، أو على أعمدة الهاتف، أو تُدفن تحت الأرض أو في أكوام القمامة، أو تُموَّه على شكل صخور أو طوب، وحتى داخل حيوانات نافقة. وقد ازداد عدد هذه الهجمات تدريجيًا، لتصبح أكثر الوسائل فتكًا وتفضيلًا لدى المتمردين في استهداف قوات التحالف، مع تطور تكتيكاتها باستمرار.

## الكمائن
كثيرًا ما نفذ المتمردون العراقيون كمائن ضد القوافل والدوريات العسكرية مستخدمين بنادق أيه كيه-47 وقذائف آر بي جي 7. وكانت العربات الهامفي غير المصفحة الأهداف الأكثر شيوعًا. إذ توفر الأزقة الضيقة في المدن، وأحراش النخيل والحقول في الريف، غطاءً ملائمًا للمهاجمين.
تُنفذ هذه الهجمات عادةً ثم تُقطع بسرعة قبل وصول الدعم، على الطريقة التقليدية لحروب العصابات. إلا أن الكمائن المباشرة ضد القوات الأمريكية تراجعت مع الوقت لتجنب خسائر المتمردين، مع تحسن دفاعات الأمريكيين (فالعربات المصفحة والدبابات لا تتأثر بنيران البنادق). وقد ارتفعت نسبة خسائر قوات التحالف من الألغام والعبوات الناسفة إلى 70%.
أما الكمائن ضد الشرطة العراقية وقوات الأمن الضعيفة الحماية، فقد كانت شديدة الفتك. وسُجّلت حالات معزولة لهجمات كبيرة، مثل كمين قافلة في سامراء يوم 30 نوفمبر 2003 بمشاركة 100 مقاتل، وكمين ضخم في مدينة الصدر يوم 4 أبريل 2004 نفذه جيش المهدي بمشاركة تفوق 1000 عنصر.

## تكتيكات القناصة
استخدم المتمردون العراقيون أيضًا القناصة، بما في ذلك وحدات محمولة على مركبات، لعزل المقاتلين المعادين عن قواتهم وضرب قادتهم، في استعراض لقدراتهم التقنية وصبرهم التكتيكي. كتب الميجور غريغ رولاندز من مشاة البحرية الملكية الأسترالية في 2008 أن:
عادةً ما يستهدفون من مسافة بين 100 إلى 1000 متر مستخدمين بندقية قنص داغونوف، وأحيانًا بنادق عيار .50 أو بنادق إم24 التي استولوا عليها من قوات التحالف. ورغم أن فرق القناصة تعمل غالبًا من مواقع مرتفعة مهيمنة، إلا أنهم يستغلون السيارات والفانات بذكاء. وغالبًا ما يُصوّر القناص إصابته، ثم ينسحب، لينشر لاحقًا المقطع الصادم على الإنترنت مركّزًا على أهداف مجزية.
حتى 23 ديسمبر 2006، قُتل 43 جنديًا أمريكيًا و3 بريطانيين برصاص القناصة منذ بداية الغزو. كما استُهدف متعاقدون أمنيون؛ ففي 22 مارس 2004 قُتل رجلان فنلنديان في بغداد، وقُتل أيضًا متعاقدان، أحدهما بريطاني والآخر أمريكي يعمل لشركة بلاك ووتر.
ويتحدث الجنود عن قناص يُزعم انتماؤه للتمرد يُعرف بلقب جوبا، ويُقال إنه قتل وأصاب ما يصل إلى مئة جندي أمريكي بدقة عالية. ولم يَسلم الكادر الطبي التابع للحكومة العراقية أو الجماعات المنافسة من القناصين، إذ ظهر ذلك في مقطع شهير عام 2005 لمحاولة استهداف مسعف أمريكي.